# District de Bhaktapur
Le district de Bhaktapur – en népalais : भक्तपुर जिल्ला – est l'un des 75 districts du Népal. Il est rattaché à la zone de la Bagmati et à la région de développement Centre. La population du district s'élevait à 304 651 habitants en 2011.

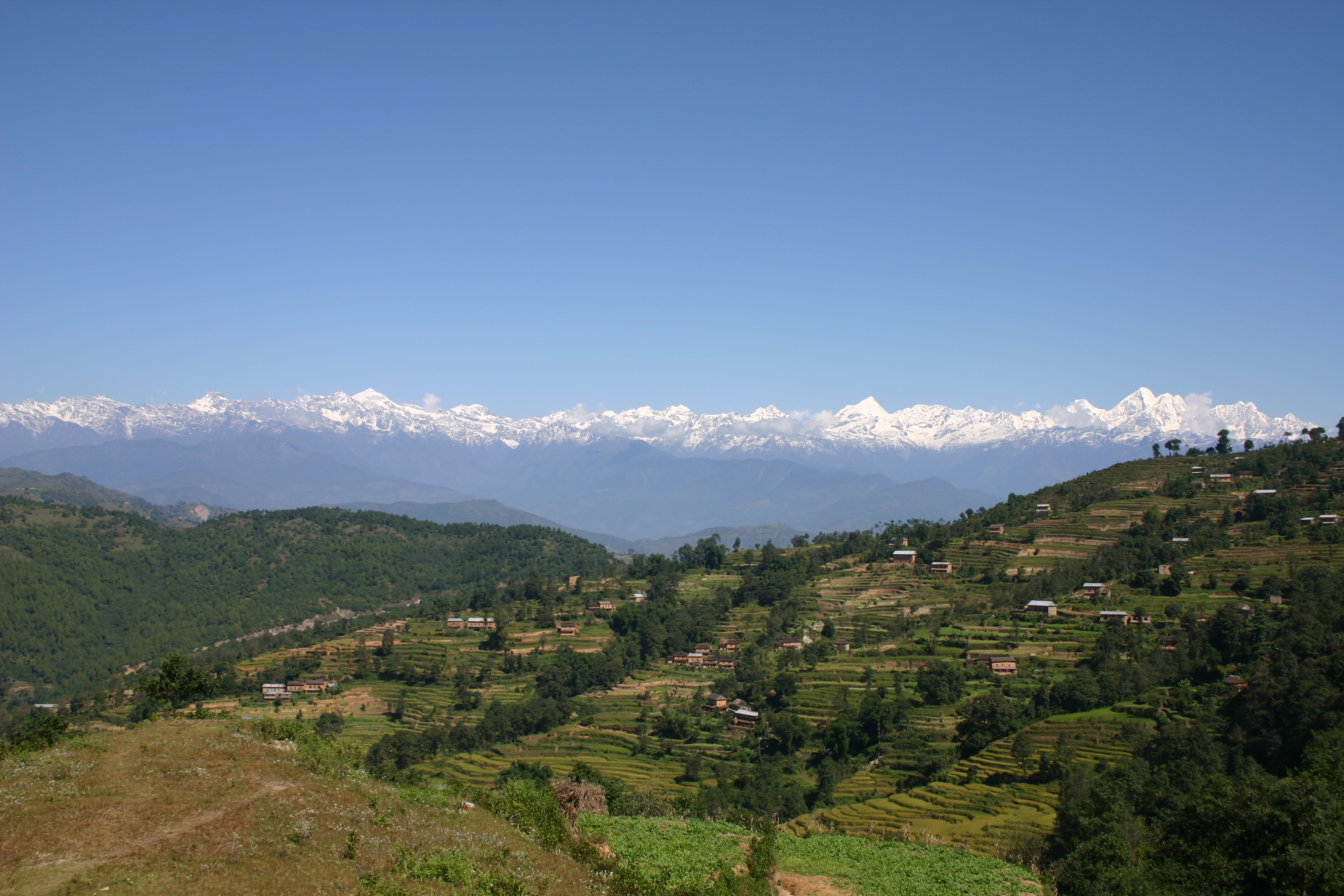
Vallée de Katmandou, district de Bhaktapur